# Будинок окружного суду (Кам'янець-Подільський)
Будинок окружного суду (також будинок казенної палати, будинок дворянського зібрання) — пам'ятка архітектури національного значення у місті Кам'янці-Подільському Хмельницької області (охоронний № 1646). Розташована на площі Вірменський ринок під № 5.

## Історія
Наприкінці XVI — на початку XVII на місці, де розташований нинішній будинок № 5, стояв палац католицького єпископа, що сполучався коридором із монастирем домініканців. Єпископський палац згорів у пожежі 1612 року і довгий час не відбудовувався. Коли у 1672 році Кам'янець-Подільський захопили турки, вони звели на місці колишнього палацу резиденцію турецького намісника Галіль-паші. У 1699 році турки залишили місто, яке за умовами Карловецької мирної угоди разом із більшою частиною Поділля було повернуто до складу Польщі. У 1805 році, коли місто вже перейшло до Російської імперії, у колишній резиденції турецького намісника влаштували міський театр. Втім, будівля була мало пристосована до потреб театру і майже розвалювалася. Російський поет Костянтин Батюшков залишив наступний опис кам'янецького театру:
|  | Є театр; поміркуйте, яким він має бути: коли йде дощ, то глядачі виймають парасольки; вітер свистить у всіх кутках і з чудовими п'яними акторами і скрипкою оркестру створює гармонію особливого ґатунку. Оригінальний текст (рос.) Есть театр; посудите, каков он должен быть: когда идет дождь, то зрители вынимают зонтики; ветер свищет во всех углах и с прекрасными пьяными актерами и скрипкою оркестра производит гармонию особенного рода. |

За деякий час, у 1856 році міський театр переїхав в іншу будівлю на площі Руський ринок, а стару будівлю розібрали і того ж року на її місці почали будувати будинок дворянського зібрання. Під будівництво була також викуплена ділянка по сусідству. Однак, у 1861 році, коли будівля була майже готова, будівельні роботи припинили і довгий час не відновлювали, зокрема, з політичних причин: подільська шляхта брала активну участь у польському повстанні 1863—1864 років проти Російської імперії. Спорудження будинку було завершене лише у 1892 році, вже для окружного суду. Князь Володимир Мещерський, який побував у Кам'янці у вересні 1869 року, так писав про цей довгобуд:
|  | У Кам’янці на головній вулиці стоїть навпроти палацу губернатора величезний кам'яний будинок, зовні доведений майже до кінця. Перед будинком бачимо риштування. І в такому вигляді цей будинок перебуває з 1861 року. Це будинок подільського дворянства. Перехожий, що не вникає в політику, боязко і недовірливо дивиться на риштування і боязко запитує себе: а що якщо, на мою біду, риштування ці підгнили, і в недобрий час звалиться декілька балок на мою голову. Потраплю я в роздавленому вигляді в табель про незвичайні пригоди, який щорічно з дивовижною сумлінністю складають наші статистичні комітети, але не думаю, що таке безсмертя мене сильно втішить. На запитання ж, коли ці риштування знімуть, відповідають вам: коли листування про цей будинок завершиться. Ясно і коротко! Але якщо ви спробуєте дізнатися, коли ж листування завершиться, вам скажуть: скоро, бо ось уже десять років, як воно йде. Перехожий же, який займається політикою, любить на біду пірнати до дна. Він запитує: як, коли і чому цей дім чудово будувався, а потім так печально не добудувався? ...Будинок будувався для чарівного балу, який мав здивувати всю Європу своєю пишністю. Але оскільки замість Царства Польського деяким із магнатів довелося шукати прохолоду під небом різних більш чи менш віддалених губерній Росії, то і бал було відкладено, і будинок не відбудовано. Різні відомства поглядають на цей будинок, і при нестачі приміщень у Кам'янці (це друга особливість цього губернського міста) вельми природно бажають купити цей будинок у дворянства; але про нього, як сказано, йде листування. |

У період перших визвольних змагань у будинку базувалися різні військові частини та установи, зокрема, 74-й Ставропольський полк. Улітку 1919 році у будівлі колишнього суду розміщувалося Міністерство військових справ Української Народної Республіки. Після встановлення у Кам'янці-Подільському, у 1920 році, радянської влади, у будинку знову почав працювати окружний суд, але вже радянський. В листопаді 1920 року в приміщеннях нижнього поверху будинку був розташований штаб Окремого корпусу кордонної охорони УНР. У 1929—1936 роках тут розташовувався міськвиконком та його відділи.
Після звільнення у 1944 році міста від нацистів у будинку деякий час перебувала школа № 1. Пізніше будівлю віддали швейній фабриці, яка після створення у 1977 році у Старому місті Державного історико-культурного заповідника, лишилася єдиним промисловим підприємством у межах Старого міста, у той час як усі інші підприємства перенесли за його межі.
5 грудня 2002 року відбулося урочисте відкриття меморіальної дошки, яка увіковічує перебування у цьому будинку військового міністерства УНР.

## Опис
Будинок кам'яний, триповерховий, із двома підвалами; за розмірами він найбільший на площі. В архітектурній стилістиці будинку поєднані стилі ренесанс і класицизм.
Головний фасад виходить на південь, на площу, бічний — на вулицю Домініканську, обидва рустовані. Центральна частина головного фасаду підкреслена рустованими лопатками. Вікна із напівкруглими перекладками, на другому поверсі — також із пілястрами та прямими сандриками. Карниз під дахом виконаний із лекальної цегли. Дах чотирисхилий із дерев'яними стропилами, покрівля залізна. Перекриття пласкі, внутрішнє планування — секційного типу.